# Limonar
Limonar é um município de Cuba pertencente à província de Matanzas. 